# Excelia
Pour les articles homonymes, voir La Rochelle.
Excelia (anciennement Groupe Sup de Co La Rochelle) est un groupe d'enseignement supérieur français qui compte près de 6 500 étudiants et 45 000 diplômés. Le Groupe se compose de 3 écoles : Excelia Business School, Excelia Tourism School, Excelia Communication School.
Le Groupe propose plusieurs types de formations allant de Bac + 3 à Bac + 5 dans les domaines du management, du tourisme, de l'international, du digital, de l'immobilier et de la santé. Excelia est membre de la Conférence des grandes écoles depuis 2007. En 2020, l'ESCEM intègre Excelia. Les formations d'Excelia, de Bachelor (Bac+3) à Master / MSc (Bac+5), sont proposés sur 4 campus principaux à La Rochelle, Tours, Orléans et Paris-Cachan mais également sur des sites délocalisés comme Niort.[réf. souhaitée].

## Histoire
Le groupe est créé en 1988 à l'initiative de la Chambre de commerce et d'industrie de La Rochelle (statut association loi de 1901).
Elle possède le label établissement d'enseignement supérieur privé d'intérêt général (EESPIG) décerné par l’État qui vise à rassembler tous les établissements privés d'enseignement supérieur, à but non lucratif, signataires d'un contrat avec l'État. Depuis 2020, Excelia Business School possède la triple accréditation EQUIS, AMBA et AACSB.
En 2023, le site web d'information StreetPress fait état d'une accusation de harcèlement sexuel portée contre un ancien doyen de l'école ; l’école annonce en juillet avoir déposé une plainte contre ce media pour diffamation.